# Begonia multinervia
Espèce
Synonymes
- Begonia cuspidata C.DC. ex T.Durand & Pittier[1]
- Gireoudia multinervia (Liebm.) Klotzsch[1]

Begonia multinervia est une espèce de plantes de la famille des Begoniaceae.
L'espèce fait partie de la section Gireoudia.
Elle a été décrite en 1852 par Frederik Michael Liebmann (1813-1856). L'épithète spécifique multinervia signifie « plusieurs nervures », en référence au feuillage de la plante.

## Description

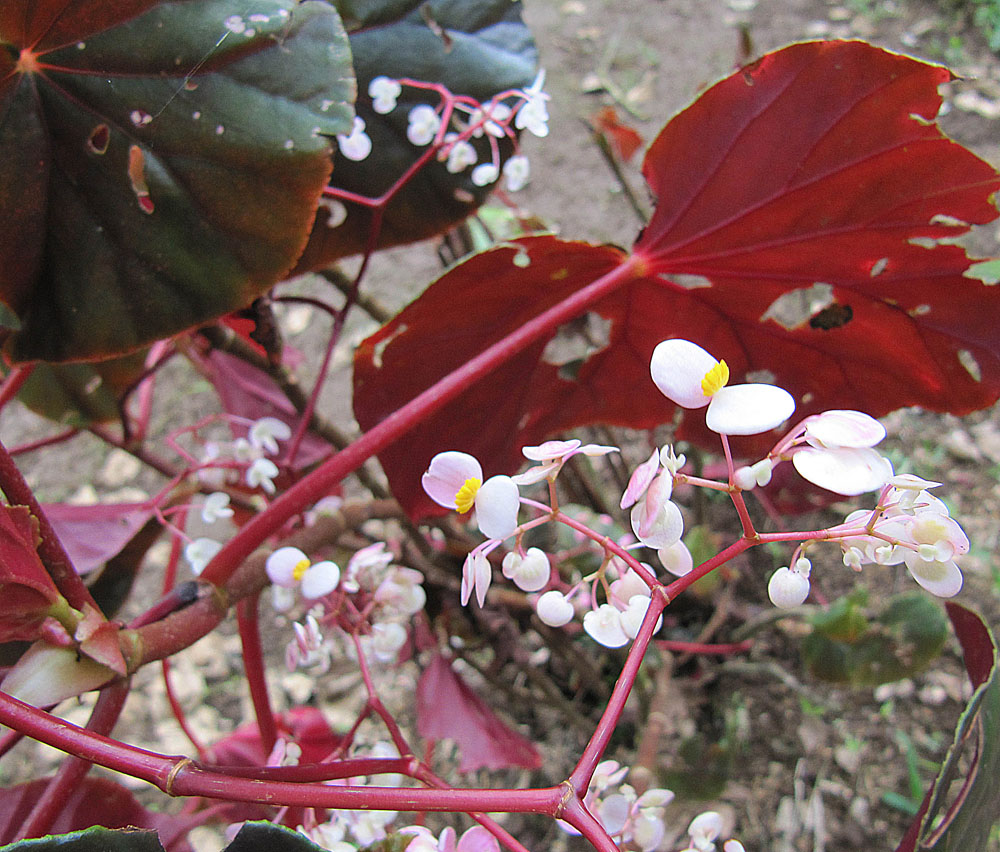
Spécimen photographié in situ (Costa Rica)
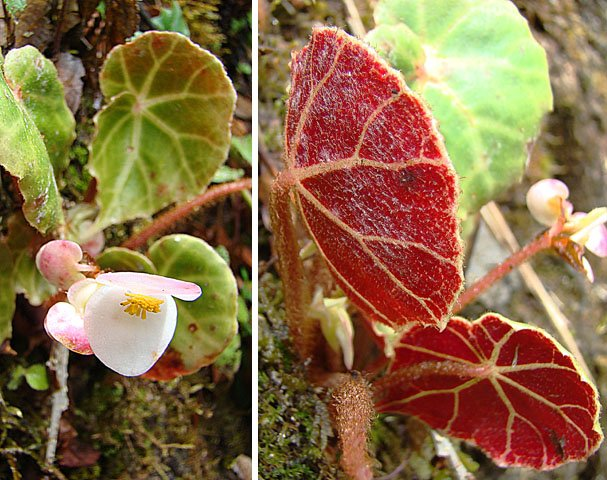
Détails
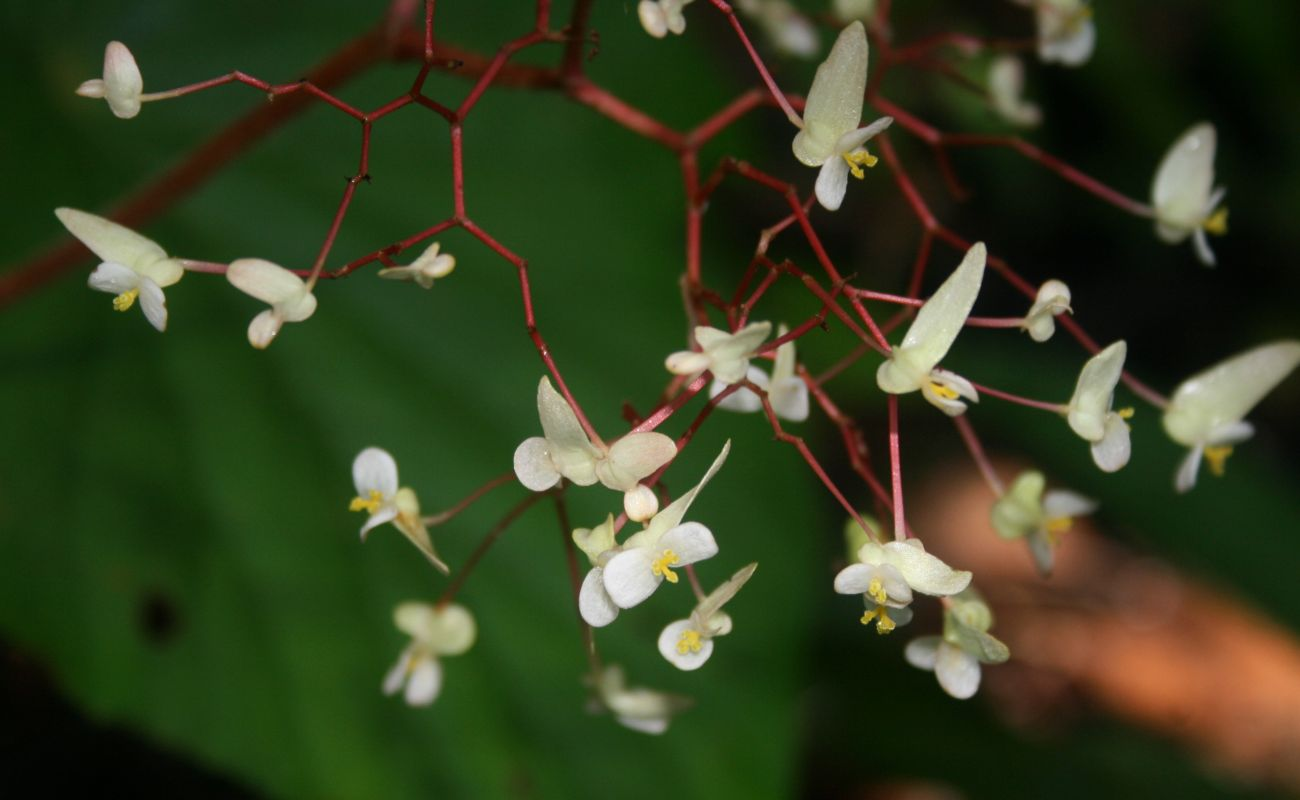
Inflorescence (Costa Rica)
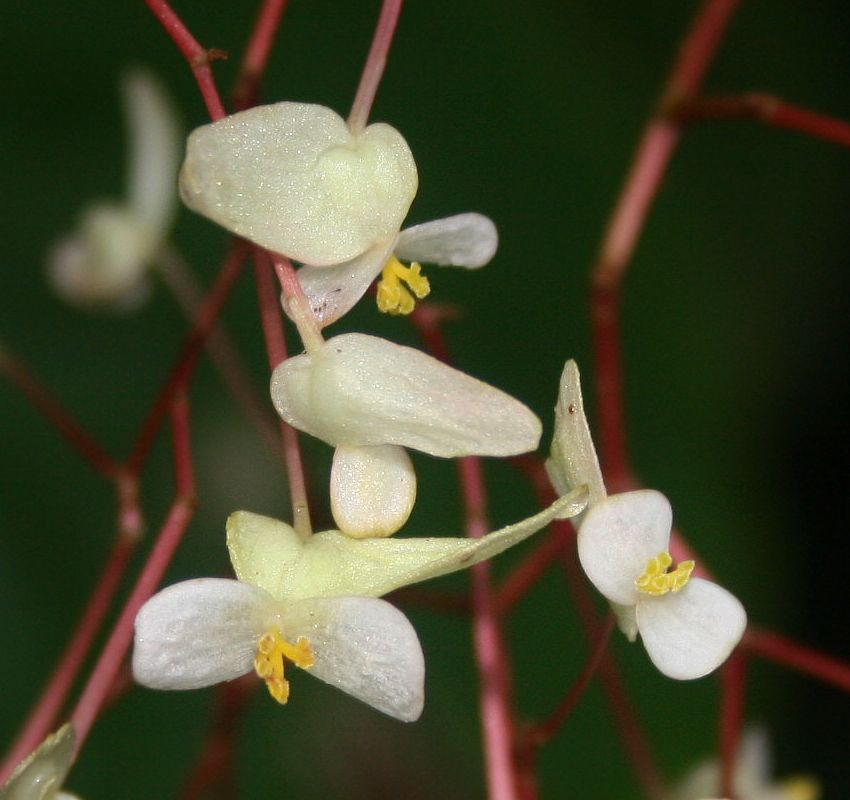
Détail des fleurs (Costa Rica)

## Répartition géographique
Cette espèce est originaire des pays suivants : Costa Rica ; Nicaragua ; Panama.